# Giá trị TTi

## Sự hình thành của phương pháp TTi

### Lịch sử phát triển
Trong quá trình chứng minh các nhân tố tạo nên dầu mỏ, nguyên tố chủ đạo trong quá trình chuyển hóa các chất hữu cơ thành hydrocarbon là thời gian và nhiệt độ. Khi chất hữu cơ bị chôn vùi, nhiệt độ và độ sâu chôn vùi nó ngày càng tăng nên, thời gian chôn vùi cũng dài thêm, khiến cho các chất hữu cơ sẽ phát sinh biến đổi nhiệt, và chất lượng (độ thành thục) của nó ngày càng cao, khi đạt đến một giá trị giới hạn thì nói mới có thể tạo thành dầu mỏ với khối lượng lớn, mà trong quá trình chuyển hóa thành hydrocarbon thể hiện những giai đoạn mang tính chất rõ rệt. Năm 1971 N.VLopatin căn cứ vào mối quan hệ giữa nhiệt độ và thời gian trong quá trình biến đổi nhiệt của các chất hữu cơ thành hydrocarbon, để đề xuất ra một phương pháp định lượng - tính toán độ thành thục của chất hữu cơ, giá trị (chỉ số) Thời gian- Nhiệt độ (TTi- time temperature index).

## Khái niệm cơ bản của phương pháp TTi
- Nhiệt độ và thời gian là nhân tố quan trọng trong quá trình hình thành nên dầu mỏ, trong đó có quá trình chuyển hóa và tàng trữ. Năm 1971 N.V.Lopatin đề xuất ra phương pháp tính chỉ số thời gian- nhiệt độ (TTi), sau này được D.W.Waples bổ sung và phát triển. Được ứng dụng rộng rãi trong quá trình thăm dò dầu mỏ.
- Quá trình chuyển hóa chất hữu cơ thành hydrocarbon,nó phản ánh được mối quan hệ chỉ số giữa gia tốc của quá trình với thời gian, và mối quan hệ tuyến tính của thời gian với gia tốc của quá trình đó. Mà nhiệt độ và thời gian có quan hệ bù trừ lẫn nhau, khi thời gian ngắn - nhiệt độ cao và thời gian dài -nhiệt độ thấp thì chất hữu cơ vẫn có thể thể đạt được độ thành thục như nhau. Dựa vào nguyên lý trên, Lopatin đã sử dụng công thức biểu thị độ thành thục của chất hữu cơ:

ΔTTIi=（ΔTi）*（r_i）
trong đó thể hiện mối quan hệ tương hỗ giữa hai nhân tố thời gian và nhiệt độ
- Trong công thức:

ΔTi là nhân tố thời gian, biểu thị chất hữu cơ trong nhiệt độ i, và trong khoảng thời gian (Ma).
rni là nhân tố nhiệt độ, phản ánh mối quan hệ chỉ số của nhiệt độ đối với độ thành thục.
ΔTTIi biểu thị, nhiệt độ i trong khoảng thời gian (Ma) đã đạt được mức độ thành thục, hay còn gọi là mức tăng độ thành thục. 
Lopatin xếp mỗi mức nhiệt độ tăng lên 100C là một khoảng (mức) thời gian (Ma),chọn 100-1100 là một khoảng thời gian tiêu chuẩn. Chỉ số của nó làn=0(những chỉ số của những khoảng thời gian khác như hình số 1 biểu thị). Giá trị r do waples đã thông qua các phân tích liên quan để tính toán và chọn bằng 2,ông đã thu thập các giá trị phản xạ Vitrinite của 402 mẫu thí nghiệm trong 31 giếng khoan trên thế giới chọn ra các giá trị r khác nhau (phạm vi thay đổi từ 1.0-10.0) để tương ứng với các giá trị TTi, sau đó vẽ biểu đồ biểu hiện mối quan hệ giữa TTi và Ro để nghiên cứ mối quan hệ đó. Kết quả đã phát hiện ra rằng giá trị r trong khoảng 1.6-2.5, thì mối quan hệ giữa hai chỉ số rất lý tưởng, khi giá trị r chọn là 2 thì lý tưởng nhất, nó biểu thị rằng: mỗi khi nhiệt độ tăng thêm 100 độ C thì gia tốc phản ứng tăng lên một bội.

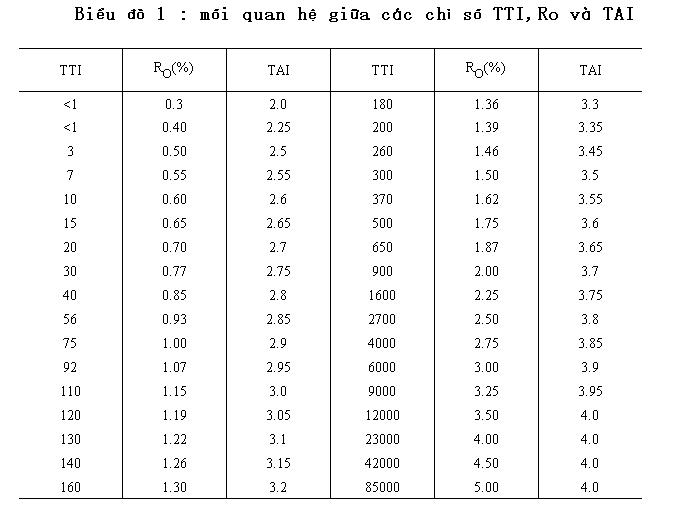

- có thể kết luận: độ thành thục của chất hữu cơ là do sự tác động của hiệu ứng gia tăng nhiệt độ trong khoảng thời gian tàng trữ các chất hữu cơ. Vì thế, các hiệu ứng trong quá trình thành thục của chất hữu cơ mang tính gia tăng, không thể nghịch đảo. Như vậy, tổng độ thành thục của một chất hữu cơ là tổng của các khoảng thời gian thành thục:
- trong công thức: imin, imax là khoảng thời gian mà chất hữu cơ trải qua nhiệt độ thấp nhất và cao nhất
- weples nghiên cứu rất nhiều số liệu thực tế của các bồn địa, và so sánh giá trị TTi và giá trị phản xạ Vitrinite với chỉ số nhiệt biến TAI, xây dựng một mối quan hệ tương quan giữa chúng và tính đưa ra các bảng số liệu đối ứng của các giá trị TTi trong các giai đoạn hình thành và tàng trữ dầu mỏ với giá trị phản xạ Vitrinite.